# ОШ „Милица Милошевић” Јагњило
ОШ „Милица Милошевић” Јагњило, насељеном месту на територији градске општине Младеновац, основана је, по причи, 1840. Данас школа носи име Милице Милошевић, сарадника Народноослободилачког покрета. До 1950. године радила је као четвороразредна, да би школске 1950/51. године прерасла у осмогодишњу школу. 
Поред редовне наставе у школи раде бројне секције: рецитаторска, литерарна, лингвистичка, драмска, еколошка, географска, КМТ, ликовна, млади математичари, секције за енглески и француски језик, ритмичка и спортске секције, као и хор од 50 ученика.
На месту где се данас налази нова школа, око 1870. године била је сазидана школска зграда која се састојала од свега једне учионице и просторије за учитеље. Срушена је због дотрајалости 1965. године и на темељима ове зграде озидала 1981. године нову школу са две учионице.
Изградња нове школске зграде у Павиљонском стилу, почела је 1912. године, која је завршена 1913. године и данас постоји. Реновирана 1985. године и исте године усељена. Изградња нове школске зграде започета је 14. марта 1984. године, свечано отворена маја 1985. године а почела са радом септембра исте године. Фискулрурна сала је завршена крајем 2009. године.
Школа располаже са десет учионица од којих је једна специјализована за наставу техничког образовања, и две учионице у старој згради које користи предшколска установа, школском библиотеком, кухињом, канцеларијама за директора, педагога, секретара, рачунополагача и зборницом за наставнике.

## ИО Рабровац
У саставу школе налази се и издвојено одељење у Рабровцу. Школа је почела са радом 1884. године као четвороразредна, а први учитељ је био Марјан Павловић. Школске 1952/53. године прераста у шесторазредну, а 1956. године се припаја школи у Јагњилу и постаје издвојено одељење. Школске 1985/86. године поново постаје четвороразредна каква је и данас. Издвојено одељење у Рабровцу адаптирано је 1976. године и располаже са четири учионице од којих једну користи предшколска установа.